# チャック&バック
『チャック&バック』（英: Chuck & Buck）は、2000年に製作されたアメリカ映画。クリス・ワイツ、マイク・ホワイト主演。

## キャスト
- チャック：クリス・ワイツ
- バック：マイク・ホワイト
- ビバリ：ルーペ・オンティヴェロス
- カーリン：ベス・コルト
- サム：ポール・ワイツ
- ジャミラ：マーヤ・ルドルフ
- ダイアン：メアリー・ウィグモア
- バリ：ポール・サンド
- トミー：ジーノ・ブッコラ